# Mansión James C. Flood
Mansión James C. Flood es una mansión histórica en 1000 California Street, en la cima de Nob Hill en la ciudad de San Francisco, en el estado de California (Estados Unidos). Fue construida en 1886 como la casa de James C. Flood, un barón de la plata del siglo XIX. Fue el primer edificio de piedra rojiza (brownstone) al oeste del río Misisipi y la única mansión en Nob Hill que sobrevivió estructuralmente al terremoto e incendio de San Francisco de 1906. Fue declarado Hito Histórico Nacional en 1966. En la actualidad es la sede del Pacific-Union Club.

## Descripción e historia
La Mansión Flood ocupa una manzana entera en Nob Hill, delimitada por las calles California, Taylor, Mason y Sacramento. El bloque está perimetrado por tres lados por una cerca de bronce instalada en el momento de la construcción de la mansión. Esta es una gran estructura de mampostería, de tres pisos de altura, su exterior acabado en piedra rojiza extraída en Portland, Connecticut y enviada por barco alrededor del Cabo de Hornos. Es una expresión elaborada inspirada en la arquitectura del Renacimiento y el Neoclasicismo, con aristas almohadilladas en las esquinas, un borde de techo con balaustradas y ventanas enmarcadas por pilastras y frontones elaborados. La entrada principal, que da a la calle California, está protegida por un amplio y profundo pórtico de tres bahías sostenido por columnas cuadradas agrupadas.
La mansión fue construida para James C. Flood, quien hizo su fortuna en las minas de plata de Nevada. Su inspiración para el edificio fueron las mansiones de la Gilded Age que vio en la Costa Este de los Estados Unidos, por lo que le encargó una al arquitecto Augustus Laver. Terminada en 1888, fue una de sus casas hasta su muerte en 1889, y ocupada por su hija cuando fue destruida durante el terremoto e incendio de 1906. Vendió el armazón del edificio al Pacific-Union Club, que originalmente contemplaba derribarlo pero terminó encargando a Willis Polk que diseñara modificaciones que incluyeron un tercer piso y un nuevo interior. Estas alteraciones incluyeron el uso de piedra rojiza adicional, procedente de las mismas canteras que el material original.
La mansión fue la única en Nob Hill que sobrevivió al terremoto y al incendio de 1906; las otras mansiones del cerro fueron construidas en madera, con acabados que les daban apariencia de piedra, y resultaron destruidas.

## Galería

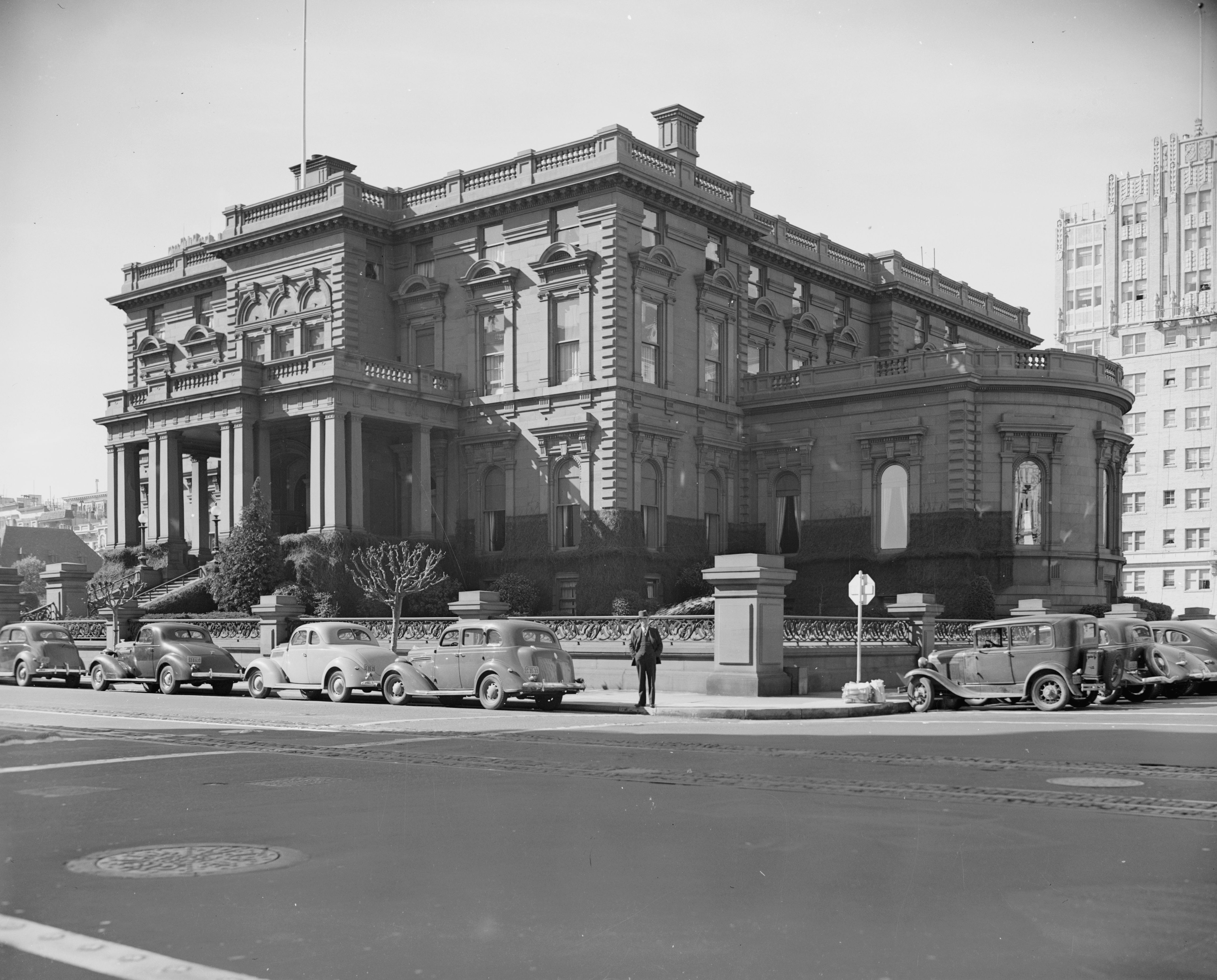
Aspecto en 1940
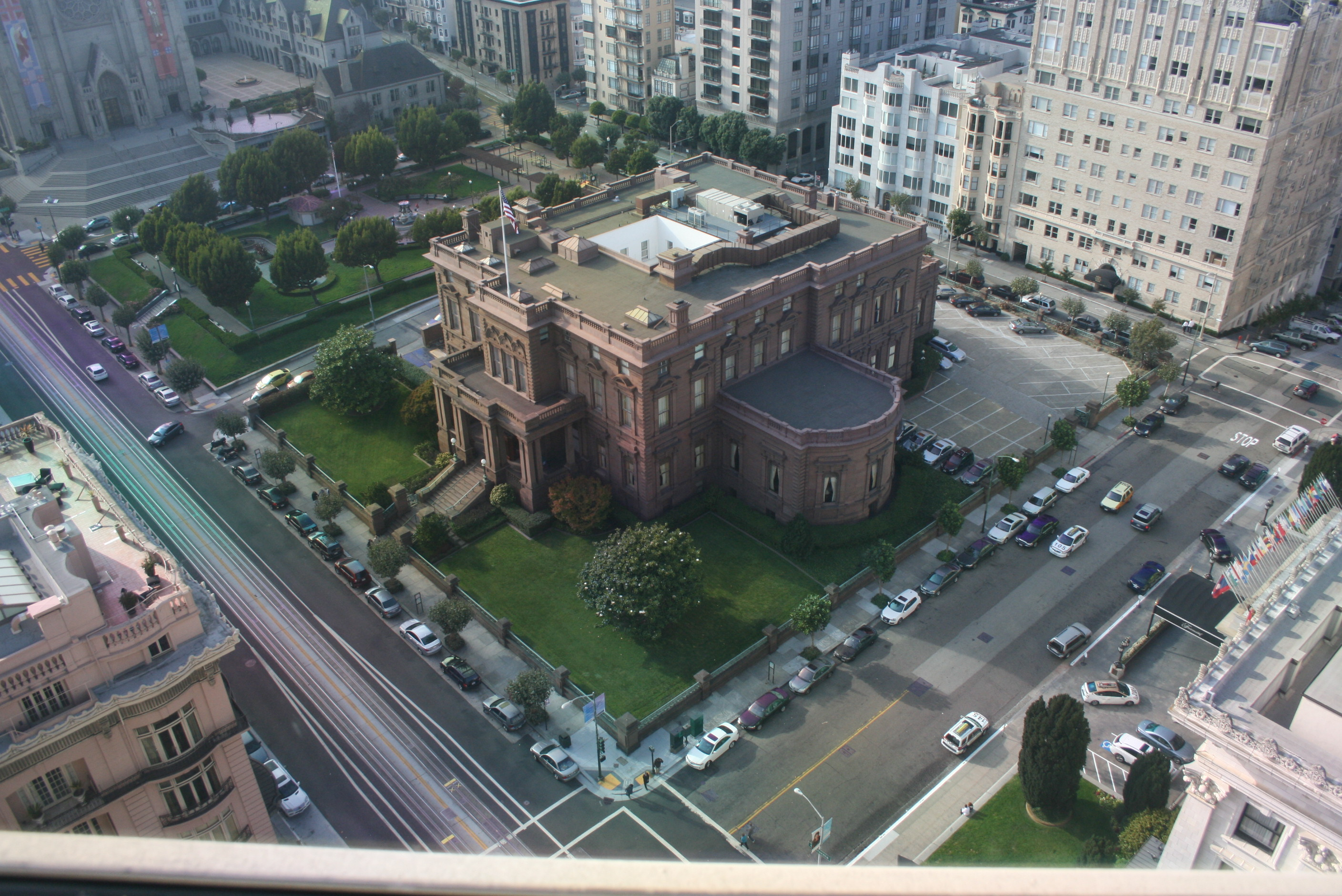
Vista desde un edificio vecino
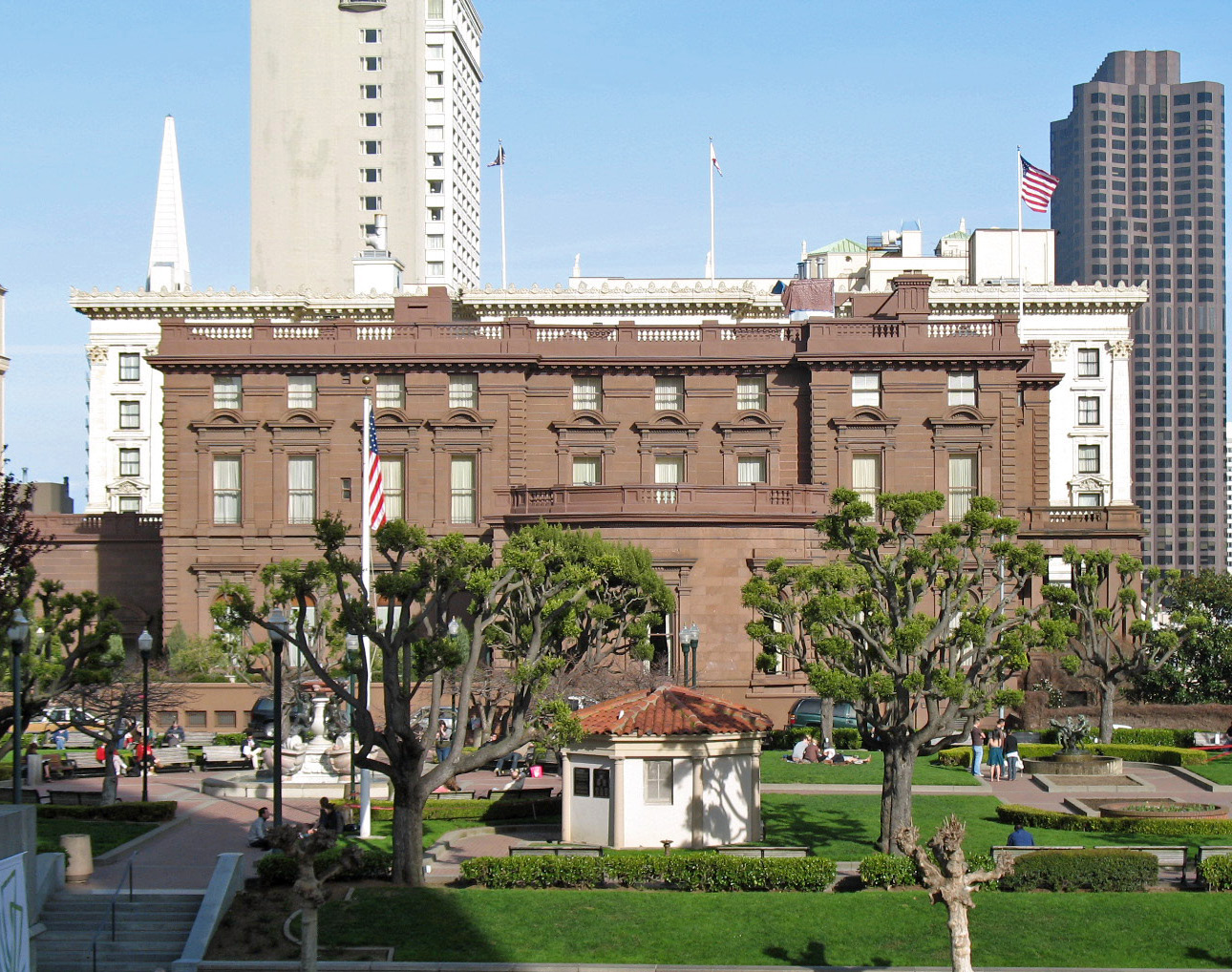
Vista lateral
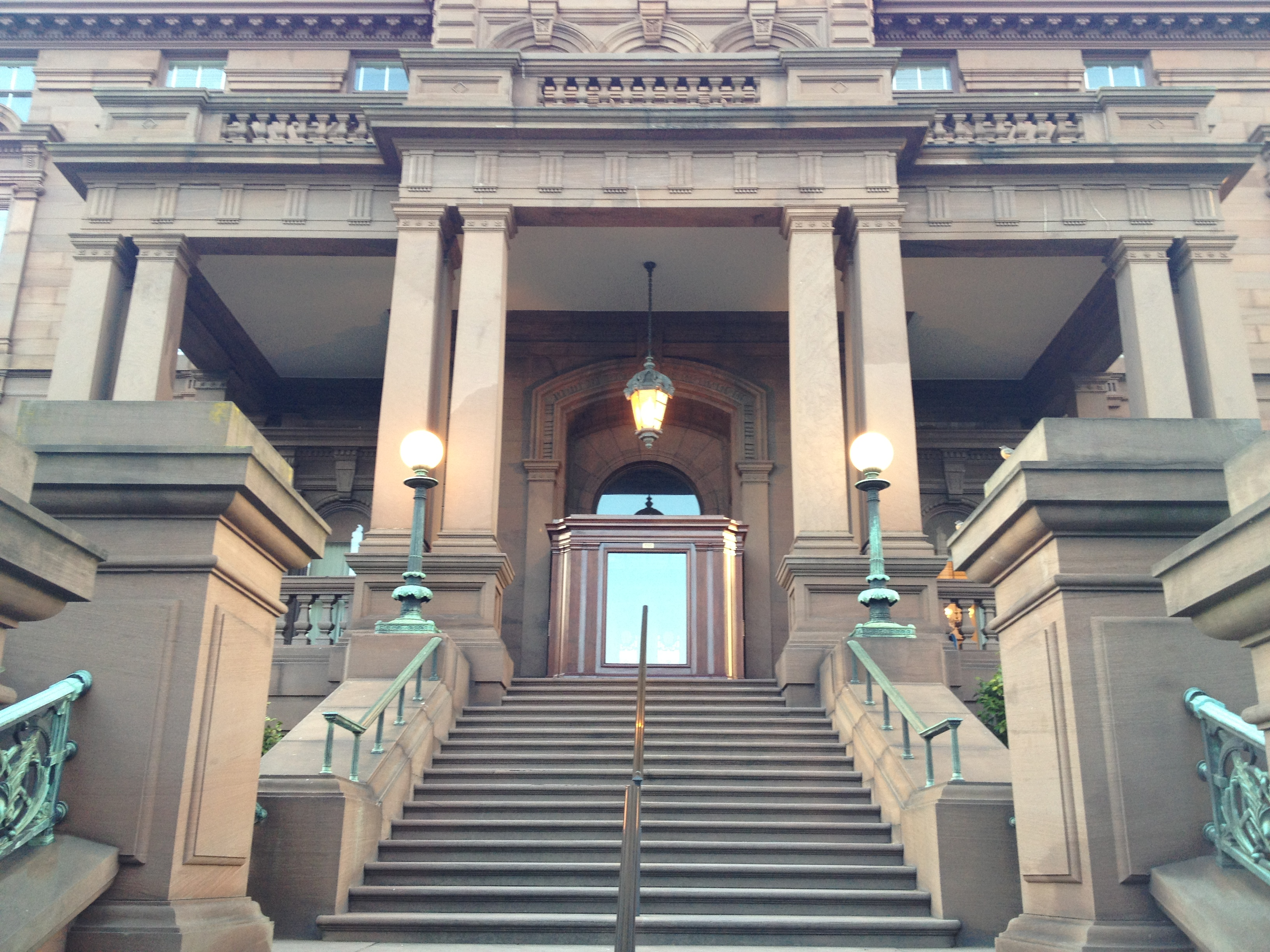
Escaleras de entrada